# 72826
72826 (också kallad Tool, eller Toolshed) är en demo av det amerikanska rockbandet Tool, utgiven i begränsad upplaga den 21 december 1991. 
Demon innehåller tidiga versioner av låtar som senare återkommer på andra utgivningar. "Cold and Ugly", "Hush", "Part of Me" och "Jerk-Off" finns även på Opiate; "Crawl Away" och "Sober" finns även på Undertow.

## Låtlista
Alla låtar skrivna och framförda av Tool.
| Nr | Titel         | Längd |
| -- | ------------- | ----- |
| 1. | Cold and Ugly | 3:50  |
| 2. | Hush          | 2:41  |
| 3. | Part of Me    | 2:59  |
| 4. | Crawl Away    | 4:49  |
| 5. | Sober         | 4:33  |
| 6. | Jerk-Off      | 4:01  |